# Leon Jończyk

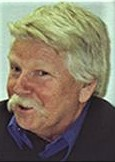
Leon Jończyk 1995

Leon Jończyk (* 24. Juli 1934 in Katowice; † 23. Dezember 2018 in Cieszyn) war ein deutsch-polnischer Maler, Grafiker und Kunsthistoriker.

## Leben und Werk
Leon Jończyks erste Ölbilder waren angelehnt an den polnischen Kolorismus. Etwa Mitte der 50er Jahre löste er sich endgültig von diesen koloristischen Vorbildern und Einflüssen. 1956 traf er in Katowice auf die Gruppe/Grupa St – 53 und setzte sich mit deren Werk und Theorie des Sehens, dem Unismus nach Władysław Strzemiński, auseinander.
Nach der Eheschließung siedelte er 1960 in die Woiwodschaft Kleinpolen nahe der Hohen Tatra um. In der zu Krakau gehörenden Gemeinde schrieb er von 1967 bis 1971 für einige Tageszeitungen und veröffentlichte zahlreiche Artikel zur Volkskunst, zur zeitgenössischen professionellen Kunst, Poesie und Prosa der Region Podhale.
Ab 1971 lernte und arbeitete Leon Jończyk in der Schweiz, nachdem er ein Stipendium von der Gesellschaft der Schweizer Maler und Architekten GSMBA in St. Gallen erhalten hatte, hauptsächlich in der Lithografie. 1972 bis 1973 studierte er Kunst an der Königlichen Akademie der Künste in Den Haag. Sein Wissen als Grafiker erweiterte er an der Freien Akademie der Künste in Den Haag, der Vrije Academie Psychopolis. Hier entstand die Idee, nach dem Prinzip der Freien Akademie der Künste eine eigene Akademie zu gründen. In dieser Zeit entstanden ausgesprochen großformatige, abstrakte Landschaftsbilder, blassfarbig, kühl und von heller Klarheit. 1973 zog Leon Jończyk nach München und lehrte dort bis 1998 an der Münchner Volkshochschule im Bereich Grafik und Kunstgeschichte der Grafik. In diesen 25 Jahren bildete er an die 1000 Künstler unterschiedlichster Herkunft in allen Techniken der Grafik aus.
Im gleichen Zeitraum gründete Leon Jończyk die Academia Polona Artium, genannt APA in München, die als Nachfolgerin der polnischen Künstlerkolonie in München aus der Zeit 1828 bis 1914 gesehen werden kann. Über 300 polnische Künstler studierten während der Zeit der Teilung Polens an der Münchner Akademie der Bildenden Künste.
1975, 30 Jahre nach Kriegsende, entstand ein illustriertes lyrisches Werk, das erste deutsch-polnische Gemeinschaftswerk der Nachkriegszeit – „Bevölkerte Schatten“ (polnisch Zaludnione Cienie). Das 53-seitige Werk entstand in Zusammenarbeit mit dem Schriftsteller Heinrich Ost und sollte als Bewältigung der deutsch-polnischen dunklen Vergangenheit verstanden werden. Leon Jończyk übersetzte die Gedichte ins Polnische und illustrierte das Buch mit elf Zeichnungen in Tusche und in Mischtechniken aus dem Zyklus „Zeit und Licht“.
Zwischen 1977 und 1979 erschienen im Verlag Kunstpodium eine „Monographie über Leon Jończyk“, als Bild- und Textband sowie eine „Monographie über einen Zeichnungszyklus von Leon Jończyk von 1977-1978“. Es waren die ersten umfassenden Dokumentationen über die verschiedenen Schaffensperioden des Künstlers von den fünfziger Jahren bis 1977 mit Originalbeiträgen in Deutsch, Französisch und Englisch, illustriert mit 36 Farbreproduktionen, in denen die Spannung zwischen historischer Tradition und kritischer Gegenwartsbezogenheit die nationalen Grenzen weit überschritten hatten. Seine Bildsprache wird von Heinrich Ost, einem der Mitautoren, mit der von Max Ernst verglichen.
1981, nachdem Leon Jończyk an der Polnischen Universität London bei Bohusz-Szyszko in Kunstgeschichte und Kunstgeschichte der Grafik promoviert hat, erhielt er den Auftrag, im Rahmen der bereits existierenden Academia Polona Artium, eine Fakultät der Polnischen Universität London, in München zu etablieren. Zeitgleich ernannte sie ihn zum Professor und Dekan der Fakultät im Fachbereich der Bildenden Künste und Kunstgeschichte. Diese Tätigkeit übte er bis zu seiner Pensionierung im Jahr 2013 aus.
Der politische Umbruch in Polen, initiiert durch die staatlich unabhängige Gewerkschaft Solidarność im Jahr 1981, bewegte und inspirierte Leon Jończyk zu einer Reihe von Computergrafiken, die er der Befreiung Polens aus der Ideologie des Kommunismus gewidmet hat. Er fühlte sich seinem Heimatland wieder verbunden und kaufte in den Schlesischen Beskiden zusammen mit seiner Ehefrau Dr. Yolanda Klesen, ein Anwesen in Wisla. Hier verbrachten sie die Semesterferien und organisierten in der anliegenden Grafikwerkstatt jährlich die Sommerakademie für die Studenten der Academia Polona Artium.
1983 gründete er den Grafiker Verein München. Die Aufgabe des Vereins war die Pflege der Kunst der Grafik, Förderung des Nachwuchses und die Unterweisung in allen gängigen Drucktechniken. Das wohl bekannteste Mitglied war Walter Andreas Angerer der Jüngere.
1987 erschien ein Handbuch „Experimentelle Graphik und die Zeichnung der Fläche“, ein Werk von Leon Jończyk, geschrieben für die Praxis, illustriert mit Bildern der experimentellen Grafik, beginnend mit Hercules Seghers bis zur Gegenwart.

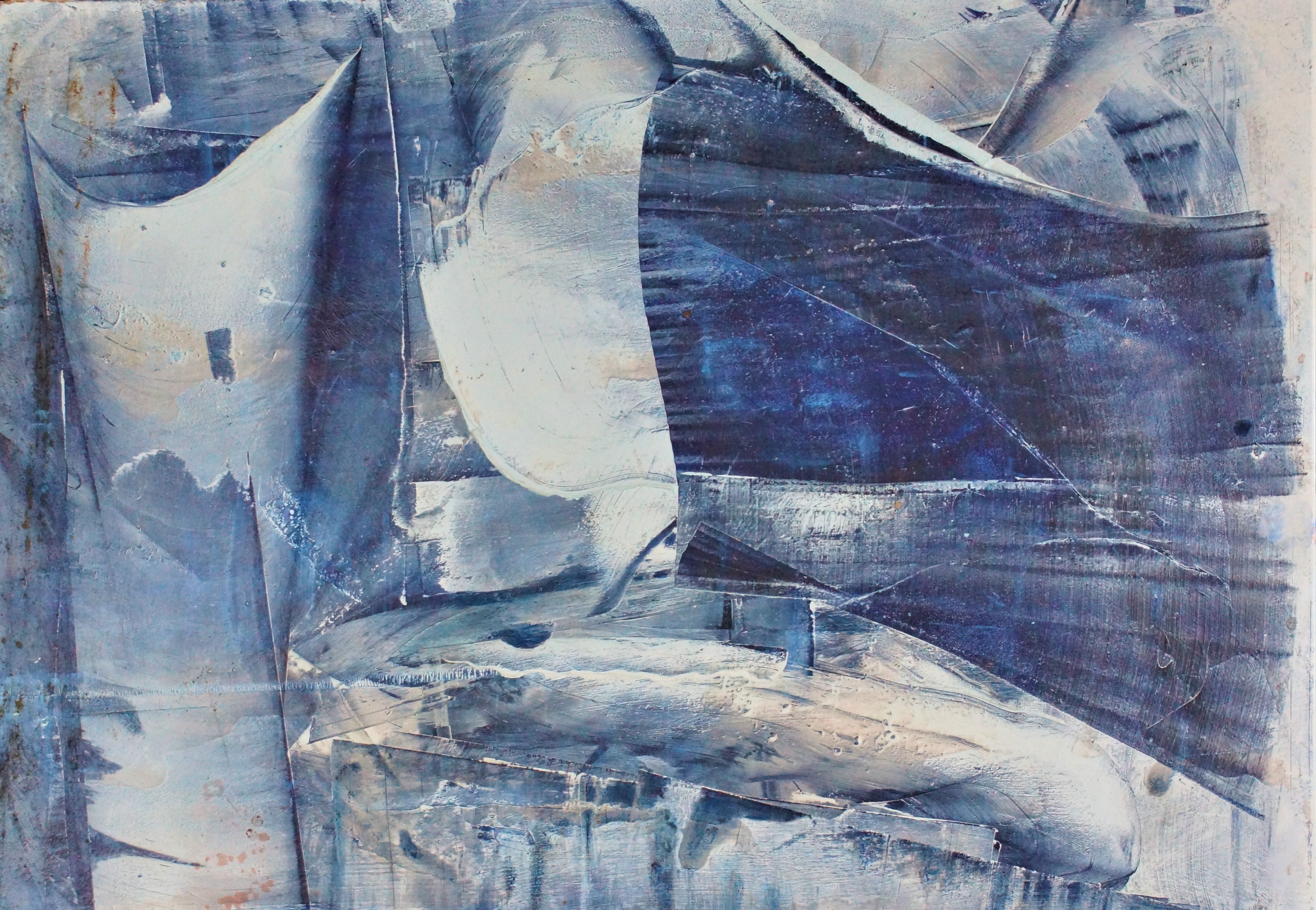
Metalandschaft in Öl 1985

Zwischen 1984 und 1990 entstand ein umfangreicher Bilderzyklus der „Metalandschaften“, die sogenannten Blauen Bilder in Öl. Hier verwirklichte der Künstler seine Faszination für die selbst leuchtenden Formen und kreierte sie ohne jegliche Lichtquelle, alleine durch die plastische Modellierung und Betonung des Gegensatzes von Licht und Schatten wie bei Rembrandt. Einige dieser „Metalandschaften“ realisierte er parallel in Aquatinta.
1993 erschien von Leon Jończyk noch die Publikation „Experimentelle Graphik im Gespräch mit Johnny Friedlaender, Henri Goetz und Stanley William Hayter“.  Die Publikation wurde zusammengesetzt aus Dialogen und früheren Gesprächen mit den bekanntesten und namhaftesten Künstlern der experimentellen Grafik des 20. Jahrhunderts und spiegelt den Stand des Experiments in der europäischen Grafik der damaligen Zeit wider. Die Grafik wird hier als autonome, ganz spezifische komplexe Disziplin der Kunst betrachtet und gefeiert. Die Dialoge wurden mit grafischen Arbeiten von Johnny Friedlaender, Henri Götz, Stanley William Hayter und Leon Jończyk bereichert.
Leon Jończyk verstarb am 23. Dezember 2018 und wurde auf dem katholischen Friedhof in Wisla an der Seite seiner Frau Yolanda Klesen-Jończyk bestattet.

## Ausstellungen (Auswahl)
- 1973 – Erste selbst initiierte Einzelausstellung eines polnischen Künstlers in München (Siemens Stiftung, Galerie im Alten Hackerhaus)
- 1974 – Erste große Ausstellung der polnischen Nachkriegskunst in Nationalmuseum Breslau
- 1982 – Ausstellung British Council in München
- 1983 – Ausstellung in Saint-Dié – Zeichnungen 1960 bis 1980
- 1984 – Ausstellung „Zeichnung der Fläche in Malerei und Graphik“, Institut français München
- 1985 – Einzelausstellung in Warszawa Galerie Zachęta, mit Monotypie aus dem Zyklus „Rytmy swiatla i czasu w kamieniu i korze drzewa“,
- 1986 – Schlesisches Museum in Katowice – Präsentation der „Panorama Raclawicka“
- 1988 – Münchner Ignaz-Günther-Haus, Grafikausstellung
- 1990 – Schlesisches Museum in Katowice – Grafik und Malerei

## Werke
- 1975 – „Bevölkerte Schatten“-„Zaludnione Cienie“ eine Zusammenarbeit des Schriftstellers Heinrich Ost mit Illustrationen und Übersetzung der Lyrik von Leon Jończyk.
- 1987 – „Experimentelle Graphik und die Zeichnung der Fläche“ Anhang: Yolanda Klesen, Leon Jończyk, Adam Radajewski, Albert Rosin. Zeichnungen 1960-1987 von Leon Jończyk, ISBN 978-3-926722-00-3
- 1987 – „Angerer der Jüngere – Neue Wege“ – Leon Jończyk und Michael Hübner. Ein Bildband über die Schaffungsprozesse des Künstlers und Studenten vom Leon Jończyk, Walter Angerer des Jüngeren, ISBN 978-3-922927-01-3
- 1992 – „Angerer der Jüngere - Frassbilder, Wau-Wau“ – ein weiterer Bildband mit Texten vom Leon Jończyk und dem Künstler selbst, über seine künstlerische Entwicklung, ISBN 978-3-85176-006-4
- 1993 – „Experimentelle Graphik im Gespräch mit J. Friedländer, H. Götz, W.S. Hayter“ vom Leon Jończyk, ISBN 978-3-926722-01-0
- 2015 – „Mysli“- „Gedanken“ ist eine reife, späte Publikation des Künstlers, in polnischer Sprache verfasst, ISBN 978-83-943511-0-6

## Ehrungen und Mitgliedschaft
- Internationale Akademie für Literatur, Wissenschaft und Kunst, Neapel
- Internationale Akademie für Literatur, Wissenschaft und Kunst in Bordeaux
- Internationale Akademie für Moderne Kunst in Rom (Senat)
- Europäische Akademie für Wissenschaft, Kunst und Literatur UNESCO in Paris
- PCE Petite Confrontation Europeénne, Gruppe ost- und westeuropäische Künstler
- AIAP, the International Association of Art in Paris
- ISAST International Society for the Arts, Sciences and Technology, San Francisco
- Präsident des Grafiker Vereins e.V. in München